# Strathclyde (królestwo)

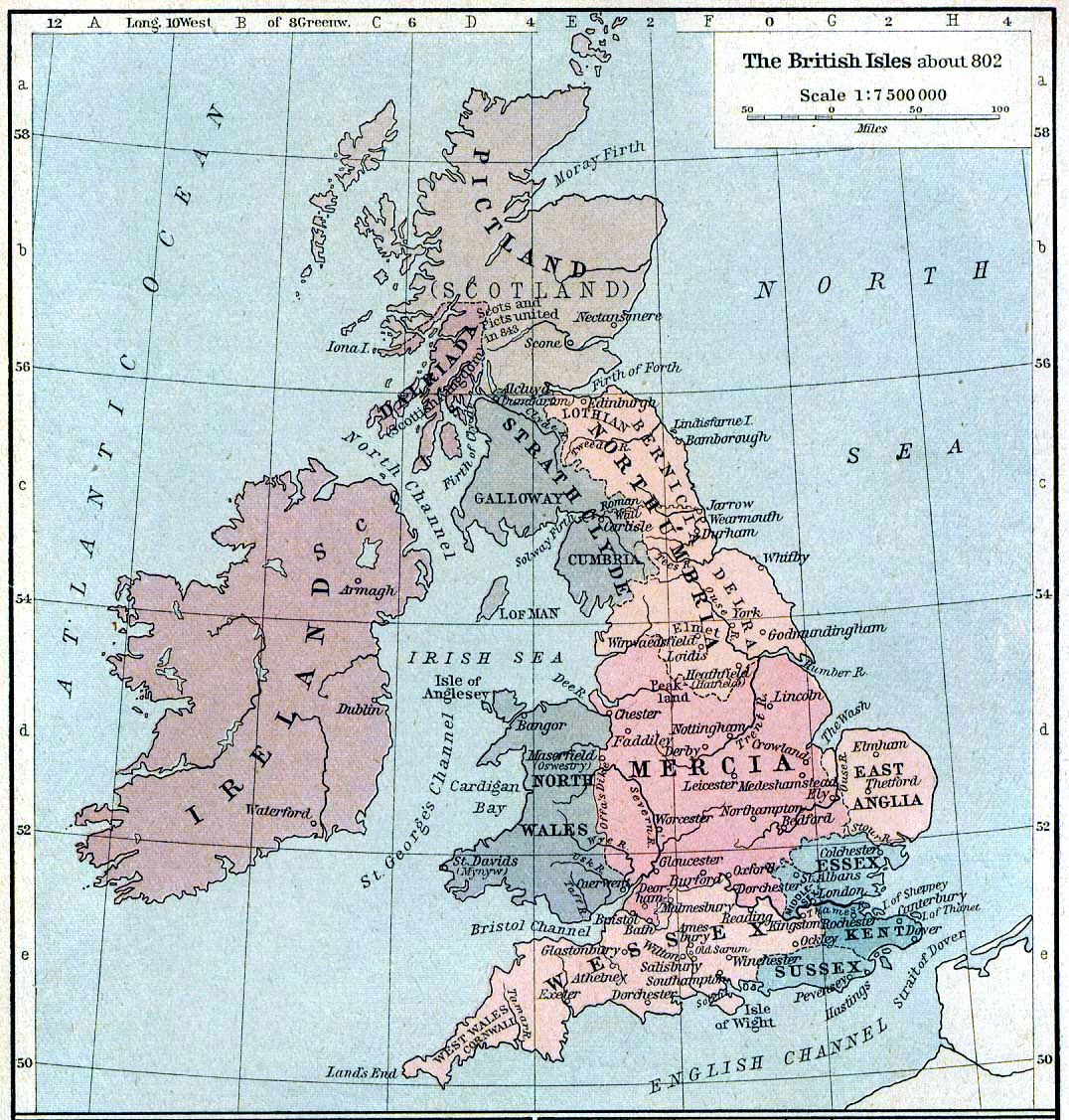
Wyspy Brytyjskie w 802 roku, zaznaczone m.in. królestwo Strathclyde

Strathclyde – królestwo brytońskie istniejące od V do XI wieku na terenie południowo-zachodniej Szkocji i północno-zachodniej Anglii. W szczytowym okresie rozciągało się od jeziora Loch Lomond na północy, po Kumbrię na południu, obejmując m.in. dorzecze rzeki Clyde, Ayrshire i Galloway. Stolicą królestwa było Dumbarton.
Pierwszym odnotowanym władcą królestwa był Coroticus (Ceredig), będący adresatem krytycznego wobec niego listu św. Patryka z V wieku. W VI wieku królestwo uległo chrystianizacji. Strathclyde było jedynym znajdującym się poza Walią królestwem Brytów, które przetrwało najazdy Anglosasów w VI/VII wieku. Na przestrzeni wieków Strathclyde prowadziło wojny z Anglami (w szczególności z położoną na wschód Bernicją, później Nortumbrią), a także Piktami. W VII i VIII wieku znalazło się pod zwierzchnictwem królów Nortumbrii. Stolica królestwa, Dumbarton, była dwukrotnie niszczona – w 870 roku przez wikingów i 945 roku przez Anglików pod przywództwem Edmunda I. Osłabione państwo znalazło się w sferze wpływów królów Szkocji. Prawdopodobnie ostatnim królem Strathclyde był Owain Łysy, który zginął w bitwie pod Carham w 1018 roku. Królestwo wcielone zostało następnie jako prowincja do Królestwa Szkocji, zachowując częściową autonomię do 1124 roku.